# الخطوط الجوية البريطانية الأوروبية الرحلة 548
الخطوط الجوية البريطانية الأوروبية الرحلة 548 طائرة هوكر سايدلي ترايدنت كانت تحمل علي متنها 109 ركابا و9 من أفراد الطاقم وكانت متجهة لندن إلي بروكسل في 18 يونيو 1972 بقيادة الكابتن ستانلي كي البالغ من العمر 51 عاما الذي أمضي 8 سنوات مع سلاح الجو الملكي وطيارا للشركة لمدة 20 عاما والمساعد أول جيريمي كيلي البالغ من العمر 22 عاما الذي عمل مساعد طيارا للشركة لشهر ونصف ومهندس الرحلة سايمون تايسهورست البالغ من العمر 24 عاما الذي عمل مهندس رحلات للشركة لسنة واحدة وقد تحطمت الطائرة في بلدة ستينز بالقرب من مطار لندن هيثرو في لندن في المملكة المتحدة وقد سببت الطائرة مقتل جميع الركاب والطاقم البالغ عددهم 118 شخصاً.